# Хаса, Джаред
Джа́ред Ха́са (фр. Jared Khasa; род. 4 ноября 1997, Киншаса) — французский футболист, полузащитник клуба «Башундхара Кингз».

## Биография
Воспитанник академии французского «Гавра». В январе 2016 года перешёл в швейцарский «Сьон». Однако сразу же был переведён в резервную команду, в футболке которой дебютировал 5 марта 2016 в проигранном (0:1) поединке 18-го тура Промоушн лиги (третьего дивизиона швейцарского чемпионата) против «Туггена», в котором на 53-й минуте заменил Николая Милошевича. К завершению вышеуказанного сезона провёл семь матчей за вторую команду «Сьона», отличился одним голом. После двух сыгранных матчей за «Сьон II» в первой половине следующего сезона 2016/17 годов присоединился к клубу четвертого дивизиона «Фрибур». До января 2017 года провёл пять матчей в Первом дивизионе (отличился одним голом). Затем вернулся в резервную команду «Сьона» и до конца сезона сыграл ещё 12 матчей в Промоушн лиге (один гол). В сезоне 2017/18 годов провёл 21 матч (отличился одним голом), а в сезоне 2018/19 годов сыграл 17 раз в третьей высшей лиге Швейцарии (три гола). Также дебютировал за первую команду в Суперлиге, высшем дивизионе чемпионата Швейцарии, 21 октября 2018 вышел в стартовом составе в ничейном (0:0) матче 11-го тура против «Грассхоппера». К завершению сезона провёл шесть матчей в Суперлиге. В сезоне 2019/20 годов сыграл один матч за вторую команду в Промоушн лиге, 13 раз за первую команду Суперлиги и четыре поединка в Кубке Швейцарии (один гол), в котором «Сьон» выбыл в полуфинале от будущего победителя турнира «Янг Бойз». В сезоне 2020/21 годов стал основным игроком «Сьона» и к завершению сезона провёл 26 матчей в Суперлиге, отличился тремя голами. Также провёл по одному поединку в Кубке Швейцарии и за резервную команду в Промоушн лиге. Помог «Сьону» избежать понижения в классе по итогам плей-офф, в котором команда обыграла «Тун» по сумме двух матчей со счетом 6:4, и таким образом остались в высшем дивизионе. В первой половине следующего сезона он использовался только в резервной команде, а 12 января 2022 года отдан в аренду клубу французского второго дивизиона «По» до завершения сезона 2021/22 годов. За период аренды провёл 11 матчей в чемпионате.
15 июля 2022 года был официально оформлен его переход в АЕЛ, с которым подписал контракт до 2024 года с возможностью продления ещё на один год. 28 августа дебютировал за новую команду в проигранном (1:2) поединке чемпионата против «Ариса» (Лимасол), в котором вышел в стартовом составе и отыграл все 90 минут. В сезоне 2022/23 годов сыграл 29 матчей в чемпионате, в которых отличился 1-м голом и 5-ю результативными передачами. По завершении сезона 2022/23 годов свободным агентом покинул клуб.
14 августа 2023 года подписал контракт однолетний контракт (с возможностью продления ещё на 1 год) с представителем израильской Премьер-лиги «Маккаби» (Петах-Тиква).
В конце февраля 2024 года в СМИ появилась информация о возможном переходе Джареда Хасы в львовские «Карпаты». 11 марта 2024 года успешно прошёл медосмотр во львовском клубе, а уже на следующий день подписал с клубом контракт, рассчитанный до 30 июня 2025 года. В футболке «Карпат» дебютировал 23 марта 2024 в победном (2:1) домашнем поединке 1-го тура чемпионской группы Первой лиги Украины против «Полтавы». Джаред вышел на поле в стартовом составе, а на 46-й минуте его заменил Евгений Пидлепенец.

## Достижения
«Карпаты» (Львов)
- Серебряный призёр Первой лиги Украины: 2023/24